# ピア・リンドストローム
ピア・リンドストローム（Pia Lindström、本名Friedel Pia Lindström、1938年9月20日 - ）は、スウェーデン・ストックホルム出身の女優。

## 略歴
イングリッド・バーグマンの娘で、ロベルティーノやイザベラ・ロッセリーニとイゾッタとは異父弟妹である。母がイタリア人監督ロベルト・ロッセリーニを追ってイタリアに渡ったため、母親と離れて育つ。
ピアは1966年からサンフランシスコやニューヨークでテレビのレポーターやアンカーマンとして活躍。外国映画にも数本出演している。

### 母との関係
イングリッドは、イタリアに渡ってからもピアのことをただただ心配しており、手紙交換をしていた。ピアはイングリッドの元夫、ペッテルに引き取られたので、夏休みの間だけでもイタリアに来させようと裁判をしたが14歳だったピアが発した言葉は「ママは好きだけど愛していません。心から愛せるほど顔を合わせる機会がなかったのです。愛しているのはパパです。」と言い、イングリッドは絶望したという。
しかし大人になってから和解し、よき理解者となった。後年はイングリッドとロッセリーニとの間に産まれた3人の子供たちとも一緒にスウェーデンの避暑地の島で休暇を楽しんでいる。イングリッドの病床にも、長女の彼女の姿があった。

## 主な出演作品
- ああ結婚 Matrimonio all'italiana (1964)